# Jaime Linares (político)
Jaime Linares (Bahía Blanca, 3 de marzo de 1951) es un agrimensor y político argentino que pertenece al Partido GEN. En 1991 asumió la intendencia de Bahía Blanca por la Unión Cívica Radical y gobernó hasta el 2003, cuando perdió las elecciones ante Rodolfo Lopes.
Dos años después, fue elegido diputado de la Provincia de Buenos Aires por la sexta sección electoral, cargo que ocupó desde 2005 hasta 2011, cuando asumió como Senador nacional, cargo que ocupó hasta 2017. En diciembre de 2016 fue elegido Presidente del GEN.
En 2015 acompañó la postulación presidencial de Margarita Stolbizer al ser su candidato a Gobernador de Buenos Aires, obtuvo el 2,35% de los votos. Es hermano de la ex diputada nacional Virginia Linares (mandato cumplido 2011-2015).

## Trayectoria política

### Inicios
Linares ingresó a la función pública al ocupar el cargo de Secretario de Obras y Servicios Públicos de su ciudad natal, Bahía Blanca. Sería presidente del Concejo Deliberante de Bahía Blanca durante 1987 y 1991, cuando fue elegido intendente. Ocupó este cargo durante tres mandatos consecutivos hasta que en 2003, fue derrotado por Rodolfo Lopes. Antes había ganado las elecciones internas con el 44 por ciento de los sufragios contra el 26 que obtuvo el diputado provincial Juan Pedro Tunessi, y Oreste Retta, con el 23 por ciento.
En 2005 fue elegido diputado provincial por la Sexta Sección Electoral. Presidió el bloque de la Unión Cívica Radical, por la cual había sido elegido. Luego presidió el bloque de la Coalición Cívica antes de pasarse al Partido GEN, por el que obtuvo la reelección en 2009 y lideró su bloque en la Legislatura bonaerense hasta 2011, cuando fue elegido senador nacional. Integró las comisiones de Asuntos Agrarios, Presupuesto e Impuestos y Relaciones Parlamentarias. Ha obtenido el segundo puesto en la ediciones del 2007 y 2011 de los premios Parlamentario por su labor como diputado.
En 2007 fue compañero de fórmula de la presidenta del Partido GEN, Margarita Stolbizer, en las elecciones para gobernador de la Provincia de Buenos Aires. La fórmula Stolbizer-Linares obtuvo el segundo puesto con el 16,59% de los votos, detrás de Scioli-Balestrini que recibió el 53,10%.

### Senado
En 2011, fue el primer candidato a senador por la Provincia de Buenos Aires del Frente Amplio Progresista, un frente conformado por el Partido GEN, el Partido Socialista y el Frente Cívico cordobés. La lista era encabezada por Hermes Binner como candidato a presidente y Margarita Stolbizer a la Gobernación.
En las Elecciones Primarias Linares salió cuarto con el 7,25%, detrás de Aníbal Fernández (Frente para la Victoria), José Scioli (UDESO) y Hilda Duhalde (Unión Popular). Para las elecciones generales, se especulaba que habría una reñida pelea entre Linares, Scioli y Duhalde para conseguir el segundo puesto, y así también la banca de la minoría. En las elecciones, Hilda Duhalde, quien había salido segunda en las primarias, sufrió una fuerte caída en cuanto al caudal de votos, mientras Linares tuvo una fuerte alza. José Scioli tuvo una leve baja en cuanto al porcentaje de votos obtenidos. Linares consiguió su banca con el 13,4% de los votos, frente al 10,8% de Scioli.
En marzo de 2013, Linares junto a los senadores Miguel Pichetto, Daniel Filmus, Ernesto Sanz y Rubén Giustiniani solicitó una sesión especial convocada para el miércoles 13 de marzo para repudiar el Referéndum sobre la soberanía de las Islas Malvinas de 2013, el cual tiene como base el apoyo del Reino Unido al derecho de autodeterminación. Además, junto a los diputados Stolbizer, Gerardo Milman y Omar Duclós solicitó la remoción del expresidente Carlos Menem del Senado, alegaron que tras la condena por el Escándalo por venta de armas a Ecuador y Croacia, Menem tiene «inhabilidad moral» para ocupar el cargo de senador.
En abril de ese año, se opuso a la Reforma Judicial
En 2015, como postulante a la Gobernación de Buenos Aires acompañó la candidatura presidencial de Stolbizer. Obtuvo el 2,35% de los votos en el quinto lugar. En 2016, acompañó la ley antidespidos, vetada por el presidente Mauricio Macri. Linares criticó la acción del presidente al considerar «el veto es una atribución constitucional del presidente y no debería ser causa de huelga, pero si es norma es un problema a futuro para todos».
En la Cámara Alta integró las comisiones de Presupuesto y Hacienda, Industria y Comercio, Agricultura, Ganadería y Pesca, Ciencia y Tecnología, Asuntos Administrativos y Municipales, Economías Regionales, Economía Social, Micro, Pequeña y Mediana Empresa, Coparticipación Federal de Impuestos, Educación y Cultura, Salud, Servicios Ferroviarios de Pasajeros Estrella del Valle y Del Tren del Dique.

## Vida personal
Jaime Linares nació el 3 de marzo de 1951 en Bahía Blanca, Provincia de Buenos Aires. Se recibió de agrimensor en la Universidad Nacional del Sur. Luego sería profesor de Topografía de la misma y de la Universidad Nacional del Centro de la Provincia de Buenos Aires. Es hermano de la diputada nacional Virginia Linares. Está casado y tiene cuatro hijos y una nieta.

## Elecciones
Elecciones Intendente Bahía Blanca 1991
| Candidato       | Partido/Coalición            | Votos  | Porcentaje |
| --------------- | ---------------------------- | ------ | ---------- |
| Jaime Linares   | Unión Cívica Radical         | 56.822 | 43,26 %    |
| Ezequiel Crisol | Frente Justicialista Federal | 55.004 | 41,88 %    |

Elecciones Intendente Bahía Blanca 1995
| Candidato        | Partido/Coalición            | Votos  | Porcentaje |
| ---------------- | ---------------------------- | ------ | ---------- |
| Jaime Linares    | Unión Cívica Radical         | 81.196 | 58,97 %    |
| Damaso Larraburu | Frente Justicialista Federal | 45.729 | 33,21 %    |

Elecciones Intendente Bahía Blanca 1999
| Candidato           | Partido/Coalición                                  | Votos  | Porcentaje |
| ------------------- | -------------------------------------------------- | ------ | ---------- |
| Jaime Linares (UCR) | Alianza por el Trabajo, la Justicia y la Educación | 90.271 | 62,26 %    |
| Marcelo Feliú       | Concertación Justicialista para el Cambio          | 41.707 | 23.04 %    |

Elecciones internas UCR para Intendente Bahía Blanca 2003 

| Candidato          | Cargo                                                                            | votos | Porcentaje |
| ------------------ | -------------------------------------------------------------------------------- | ----- | ---------- |
| Jaime Linares      | Presidente Concejo Deliberante 1987-1991, Intendente de Bahía desde 1991         | 6.912 | 44,00%     |
| Juan Pedro Tunessi | Exconcejal 1985-1993, Diputado Provincial desde 1993                             | 4.153 | 26,64%     |
| Oreste Retta       | Exconcejal 1983-1985,1987-1991 y 1995-1999, Pte de la UCR Bahía Blanca 2000-2003 | 3.807 | 24,42%     |
| Andrés De Leo      | Contador y exjefe de ANSES de Bahía Blanca (2000-2002)                           | 814   | 5,22%      |

Elecciones Intendente Bahía Blanca 2003
| Candidato     | Partido/Coalición     | Votos  | Porcentaje |
| ------------- | --------------------- | ------ | ---------- |
| Rodolfo Lopes | Partido Justicialista | 59.359 | 43,14 %    |
| Jaime Linares | Unión Cívica Radical  | 43.573 | 31,67 %    |

Elecciones Primarias para Gobernador Buenos Aires 2015
| Partido/Coalición                | Votos     | % (partido) | % (fórmula) | Fórmula                               | Votos     | %       | Resultado                                   |
| -------------------------------- | --------- | ----------- | ----------- | ------------------------------------- | --------- | ------- | ------------------------------------------- |
| Frente para la Victoria          | 3.303.812 | 40,40 %     | 21,21 %     | Aníbal Fernández - Martín Sabbatella  | 1.734.467 | 52,50 % | Habilitados para las elecciones generales   |
| Frente para la Victoria          | 3.303.812 | 40,40 %     | 19,19 %     | Julián Domínguez - Fernando Espinoza  | 1.569.345 | 47,50 % | Inhabilitados para las elecciones generales |
| Cambiemos Buenos Aires           | 2.449.078 | 29,95 %     | 29,95 %     | María Eugenia Vidal - Daniel Salvador | 2.449.078 | 100 %   | Habilitados para las elecciones generales   |
| Unidos por una Nueva Alternativa | 1.607.427 | 19,66 %     | 19,66 %     | Felipe Solá - Daniel Arroyo           | 1.607.427 | 100 %   | Habilitados para las elecciones generales   |
| Progresistas                     | 313.933   | 3,84 %      | 2,59 %      | Jaime Linares - Juan Carlos Pugliese  | 211.460   | 67,36 % | Habilitados para las elecciones generales   |
| Progresistas                     | 313.933   | 3,84 %      | 1,25 %      | Jorge Ceballos - Victoria Vuoto       | 102.473   | 32,64 % | Inhabilitados para las elecciones generales |

Elecciones General Gobernador de Buenos Aires 2015
| Fórmula                                               | Partido/Coalición                      | Votos     | Porcentaje |
| ----------------------------------------------------- | -------------------------------------- | --------- | ---------- |
| María Eugenia Vidal (PRO) - Daniel Salvador (UCR)     | Cambiemos                              | 3.609.312 | 39.42 %    |
| Aníbal Fernández - Martín Sabbatella                  | Frente para la Victoria                | 3.230.789 | 35.28 %    |
| Felipe Solá - Daniel Arroyo                           | Unidos por una Nueva Alternativa       | 1.763.241 | 19.26 %    |
| Néstor Pitrola (PO) - Rubén "Pollo" Sobrero (Izq.Soc) | Frente de Izquierda y los Trabajadores | 338.159   | 3.69 %     |
| Jaime Linares (GEN) - Juan Carlos Pugliese            | Progresistas                           | 215.159   | 2.35 %     |